# Zuppa pavese
Zuppa pavese é uma sopa que provém da cidade de Pavia, na Itália, feita com ovos crus colocados sobre fatias de pão e escaldados com caldo de carne. Os pratos são polvilhados com queijo ralado e levados a gratinar no forno.

## Lenda
Na cidade de Pavia conta-se uma tocante história sobre a sua origem, Em 1525, o rei Francisco I de França, depois de perder uma batalha contra o imperador Carlos I de Espanha, foi obrigado a fugir. Nos arredores de Pavia, a fome levou-o a uma pequena casa de campo. Dando-se a conhecer, o rei pediu algo que se comesse. Pouco havia, mas a lavradeira arranjou um pouco de caldo de carne, algumas fatias de pão e um pouco de queijo. No galinheiro encontrou alguns ovos. Torrou rapidamente o pão, deitando o caldo, partiu para dentro um ovo e polvilhou-o de queijo - e estava pronta a sopa do rei. Esta é história que se conta.